# Antiagregant plaquetari
Un fàrmac antiagregant plaquetari (AP) és aquell que disminueix l'agregació plaquetària i inhibeix la formació de trombes. Els antiagregants plaquetaris són eficaços en la circulació arterial, on els anticoagulants tenen poc efecte, i poden ser administrats tant per via oral com parenteral. S'utilitzen àmpliament en la prevenció primària i secundària de la malaltia cerebrovascular trombòtica o en la malaltia cardiovascular.
A principis de la dècada de 1950, el metge estatunidenc Lawrence Craven (1883-1957) fou qui recomanà per primera vegada l'ús de l'aspirina per evitar els infarts de miocardi. Els britànics John Robert Vane i Priscilla Piper i Harvey Weiss, investigador de l'Hospital del Mont Sinaí, descrigueren els principals mecanismes antiagregants d'aquest fàrmac durant els anys 60. Al llarg dels anys següents, diferents grups de recerca van descobrir les bases moleculars de l'agregació plaquetària. El 1994 la FDA aprovà la utilització de l'abciximab en angioplàsties coronàries i el 1998 va comprobar-se l'eficàcia dels primers inhibidors de la recaptació d'adenosina.
Els mecanismes d'acció dels APs són molt diversos, però tots alteren d'una forma o d'una altra els processos d'activació de les plaquetes propis de l'hemostàsia primària. Dita alteració pot ser permanent o reversible.
En molts casos, és recomanable emprar una combinació d'APs -habitualment aspirina i un altre modificador de la funció plaquetària- per aconseguir una major efectivitat terapèutica. Aquesta forma de tractament dual s'utilitza, per exemple, en la prevenció d'infarts cerebrals després d'un accident isquèmic transitori.
Per tal d'evitar determinades complicacions postoperatòries, els APs es poden associar amb alguns tipus d'anticoagulants. En certs supòsits, és possible combinar APs i anticoagulants orals d'acció directa no antagonistes de la vitamina K sense augmentar els riscos iatrogènics. Amb la finalitat de minimitzar el possible desenvolupament d'hemorràgies digestives altes, pot ser convenient compaginar la presa d'APs amb la d'inhibidors de la bomba de protons. S'han descrit altres fenòmens hemorràgics relacionats amb els APs: hematúria, equimosis cutànies, lesions purpúriques, sagnat gingival o hemoptisi. El nombre d'efectes adversos, però, és reduït si es compara amb la quantitat total de malalts que reben aquesta classe de medicaments.
Es creu que les propietats de l'àcid protocatecúic, una substància fenòlica present a les plantes del gènere Lonicera, podrien ser idònies per desenvolupar un nou AP amb un baix risc de complicacions hemorràgiques. També s'han avaluat positivament els efectes antitrombòtics de la paeoniflorina provinent de les arrels de Paeonia suffruticosa, ja que és un compost que inhibeix de forma selectiva l'agregació plaquetària induïda per la fricció hemodinàmica sanguínia. Diversos alcaloides d'origen vegetal que presenten característiques antiagregants molt versàtils es consideren bons candidats per formar part de futurs medicaments.
Molts verins de serp contenen molècules que alteren la formació del tap plaquetari a través de diferents vies. D'entre elles, les desintegrines (uns pèptids de baix pes molecular, rics en cisteïna i amb una seqüència arginina-glicina-àcid aspàrtic) purificades obtingudes de membres de la família Viperidae, com ara les provinents de l'espècie Protobothrops flavoviridis, són potents inhibidors de l'agregació plaquetària. Una toxina d'aquestes característiques, BmooPAi, provinent de la serp Bothrops moojeni, es considera una base efectiva pel desenvolupament d'un potencial antiagregant plaquetari sense cap activitat col·lateral proteolítica, hemorràgica o fibrinolítica. El descobriment d'un mètode per crear organoids de glàndules productores de verí de serp ha creat noves perspectives en la recerca de compostos d'aquesta naturalesa. S'han publicat molts treballs sobre les propietats antiagregants de diverses substàncies provinents d'altres animals, com ara sangoneres o ratpenats hematòfags, i una de les més actives és una proteïna anomenada anophelina, una proteïna present a la saliva de mosquits del gènere Anopheles, la qual pot ser combinada amb determinats anticossos.

## Fàrmacs antiplaquetaris
La classe dels fàrmacs antiplaquetaris inclou:
- Alguns AINEs de la família dels salicilats
  - Àcid acetil salicílic (EFG, AAS, Adiro, Acido acetilsalicilico, Bioplak, Tromalyt). És l'AP d'ús més habitual. Actua inhibint irreversiblement l'acció de l'enzim ciclooxigenasa.[34] Aquesta irreversibilitat només pot modificar-se amb la generació de noves plaquetes. Dit efecte té lloc a la circulació portal, ja que les concentracions d'aspirina en ella són molt més elevades que en la circulació sistèmica. Gràcies a aquests mecanismes, és suficient una única administració d'aspirina al dia, malgrat la seva curta vida mitjana a l'organisme.[35] Cal mantenir certes precaucions, però, per evitar hemorràgies gastrointestinals en pacients amb criteris de risc[36] i personalitzar la seva prescripció d'acord amb les característiques de cada cas.[37]
  - Triflusal (EFG, Anpeval, Disgren).[38][39] Rarament, pot provocar reaccions de fotosensibilitat cutània importants en algunes persones.[40] Dit fenomen es relaciona amb el grup trifluorometil del principal metabòlit actiu de la substància, l'àcid 3-hidroxi-4-trifluorometilbenzoic, i la formació d'un adducte amb la ubiquitina mediat per la radiació solar.[41]
- Inhibidors del receptor d'adenosina difosfat (ADP) 
  - Clopidogrel (EFG, Agrelan, Iscover, Plavix, Vatoud, Maboclop).[42][43] No és recomanable administrar conjuntament aquest antiagregant i morfina en pacients amb un quadre coronari agut sense elevació del segment ST després d'una reperfusió vascular, ja que les interaccions entre els dos fàrmacs augmenten el risc de sofrir un nou episodi isquèmic.[44] Amb el propòsit d'augmentar l'absorció intestinal del fàrmac s'ha dissenyat un mètode per encapsular el bisulfat de clopidogrel dins de cubosomes (nanoestructures cristal·lines líquides creades a partir de lípids).[45]
  - Prasugrel (EFG, Efient).[46][47] És una tienopiridina[48] de tercera generació que, comparada amb el clopidogel, té una acció més potent i eficaç, presentant a més una menor variabilitat de les respostes interindividuals.[49][50]
  - Ticagrelor (EFG, Brilique).[51][52] Tienopiridina de segona generació amb menys efectes no desitjats que el clopidogel.[53]
  - Cangrelor (Kengrexal).[54][55] A diferència del ticagrelor la biodisponibilitat del cangrelor és completa i immediata, ja que no requereix conversió metabòlica. Té una acció ràpida i fàcilment reversible que el fa d'especial utilitat en casos de coronariopaties tributàries d'intervenció percutània urgent.[56]
  - Ticlopidina (EFG, Tiklid).[57] Després de la implantació de stents cardíacs, sovint s'administra conjuntament amb aspirina. Rares vegades, ha estat la causa d'hepatitis colestàsiques greus.[58]
- Inhibidors de la fosfodiesterasa[59]
  - Cilostazol (EFG, Ekistol).[60] A més de les seves propietats antiagregants, el cilostazol millora experimentalment la pèrdua cognitiva derivada de la demència vascular o la malaltia d'Alzheimer.[61]
- Inhibidors de la glicoproteïna IIb/IIIa, també anomenada integrina αIIbβ3,[62] (únicament per ús intravenós)
  - Abciximab (ReoPro, no comercialitzat a Espanya).[63][64] Han estat descrits alguns casos de trombocitopènia extrema després de la seva administració, la qual va desaparèixer al suspendre el fàrmac.[65] El seu ús intracoronari en malalts diabètics amb infart de miocardi i elevació aguda del segment ST és qüestionable.[66]
  - Eptifibatida (Integrilin).[67][68] Segons els assajos clínics realitzats, disminueix l'activació plaquetària i augmenta la vasodilatació en les persones amb anèmia drepanocítica.[69]
  - Tirofiban (Agrastat, Tirofiban).[70][71] Eventualment, pot ser causa de trombocitopènia en malalts amb determinades patologies de base sotmesos a reperfusió coronària percutània.[72]
- Inhibidors de la recaptació d'adenosina
  - Dipiridamol (Persantin).[73][74] Introduït a finals de la dècada de 1950 com a fàrmac antianginós, s'utilitza conjuntament amb l'aspirina sobretot en la prevenció secundària de l'ictus. Té diverses aplicacions en oftalmologia, com ara el tractament de la hipertensió ocular, del glaucoma o de trastorns vasculars retinals.[75] S'ha comprovat que disminueix i/o retarda la necessitat de diàlisi i augmenta la supervivència dels pacients afectes de malaltia renal crònica.[76]
- Inhihidors del tromboxà[77] (no comercialitzats a Espanya)
  - Inhibidors de l'enzim tromboxà-A sintasa (Picotamida).[78] Aquest compost té un efecte dual, ja que també interfereix el funcionament dels receptors de la tromboxà-A2 sintasa,[79] i -a diferència de l'aspirina- no altera la producció de prostaglandines endotelials. És de especial interès pel tractament d'arteriopaties perifèriques en diabètics.[80] Pot ser causa de molèsties de gravetat variable quan s'administra a persones amb patologies gastrointestinals de base.
  - Antagonistes selectius del receptor del tromboexà (Terutroban).[81] Experimentalment, mostra efectes preventius contra l'aterogènesi, al limitar la hipertròfia vascular hipertensiva i la subsegüent fibrosi de les artèries.[82] Estudis en murins amb cirrosi induïda indiquen que pot reduir la hipertensió portal i aminorar la fibrosi hepàtica característica d'aquesta seriosa patologia del fetge.[83]
- Antagonistes del receptor 1 de la proteasa activada (PAR-1)[84]
  - Vorapaxar (Zontivity, a hores d'ara no autoritzat a la Unió Europea).[85][86] Va ser desenvolupat pels laboratoris Merck a partir de la himbacina, un pseudoalcaloide present a l'escorça d'algunes plantes de la família de les Himantandraceae.
- Anàlegs d'inhibidors naturals de l'agregació.[87]
  - Epoprostenol (Epoprostenol, Flolan, Veletri) (prostaciclina).[88] És una prostaglandina (PGl2) amb propietats vasodilatadores i antiagregants que augmenta la concentració intraplaquetària de fosfat d'adenosina cíclic (AMPc). S'utilitza per tractar la hipertensió pulmonar primària i en la diàlisi per evitar l'agregació plaquetària durant la circulació extracorpòria, quan l'ús d'heparina està contraindicat.
  - Iloprost (Iloprost, Ilomedin, Ventavis).[89] Anàleg de la prostaciclina, agonista prostaglandínic amb acció vasodilatadora i antiagregant. També augmenta la concentració intraplaquetària d'AMPc. Està indicat en el tractament endovenós de les arteriopaties perifèriques quan la cirurgia no és possible i en la síndrome de Raynaud greu.[90]

## Darreres investigacions
Paral·lelament a l'augment del nombre i de les formes d'acció d'aquests fàrmacs, s'han desenvolupat noves tècniques per avaluar la funció plaquetària i els resultats de la medicació antiagregant. El disseny simplificat d'algunes d'elles permet el seu ús en centres d'atenció primària, facilitant així el correcte control dels pacients que prenen antiagregants de forma habitual, com -per exemple- els que sofreixen una coronariopatia obstructiva.
Avui dia, uns dels aspectes més discutits entre els especialistes és la idoneïtat de les diferents combinacions d'APs i anticoagulants i el temps de durada òptim del seu ús en funció de les característiques dels subgrups de pacients sotmesos a intervencions cardiovasculars de tota mena.